# Bèfve
La Bèfve est un ruisseau de Belgique qui coule dans la province de Liège, affluent de la Berwinne, donc un sous-affluent de la Meuse.

## Parcours
Ce ruisseau du Pays de Herve prend sa source entre Elsaute et Thimister, traverse cette dernière localité puis se dirige vers le nord en passant près de Froidthier pour rejoindre à une altitude de 173 m la rive gauche de la Berwinne après un parcours d'environ 5 kilomètres. Les derniers hectomètres du cours de la Bèfve marquent la limite entre les communes de Herve et de Thimister-Clermont.